# 96. Oscar-gála
A 96. Oscar-gálán az Amerikai Filmművészetek és Filmtudományok Akadémiája (AMPAS) a 2023-as év legjobb filmjeit és filmeseit részesítették elismerésben. A díjátadó ceremóniát 2024. március 10-én rendezték meg a Dolby Színházban Los Angelesben, helyi idő szerint 17:00 órától (hazai idő szerint március 11-én 02:00 órától). A ceremónián az Akadémia 23 kategóriában díjazta a filmeket és alkotóikat. Az eseményt Amerikában az ABC televízió társaság sugározta.
A rendezvény házigazdájának, illetve  a show-műsor vezetésére 2017, 2018 és 2023 után negyedszer is Jimmy Kimmel humoristát kérték fel.
A jelölések tekintetében a papírforma érvényesült. A nagyjátékfilmek kategóriáiban a legtöbb jelölést (13) az Oppenheimer kapta, amit a Szegény párák (11) és a Megfojtott virágok (10) követ. Ugyancsak  előkelő helyet szerzett a Barbie (8), valamint a Maestro (7). A színészi alakítások között 2024-ben rekordszámú, összesen hét LMBTQ+ karaktert megformáló színész található: Annette Bening, Sterling K. Brown, Bradley Cooper, Colman Domingo, Jodie Foster, Sandra Hüller és Emma Stone. A legjobb női főszereplő kategóriában jelölt lett a legjobb színésznő kategóriában – a díj történetében először – Golden Globe-díjat nyert indián származású Lily Gladstone.
A legjobb zeneszerzők jelöltjeinek sorában szerepelt a februárban 92 életévét betöltő John Williams, aki az Indiana Jones és a sors tárcsája zenéjével immár rekordszámú, 54 jelölés gazdája lett.
2024 volt az ötödik egymást követő év, amikor a legjobb filmnek jelölt alkotások legalább egyikét nő rendezett; ez évben hárman voltak: Greta Gerwig (Barbie), Celine Song (Előző életek) és Justine Triet (Egy zuhanás anatómiája). A díjazás történetében Triet lett a nyolcadik nő, akit jelöltek a legjobb rendező díjára. Érdekessége a jelöltek listájának, hogy összességében hat házaspár kapott jelölést, amelyeken közösen osztoztak a saját kategóriájukban.
A gálán valósággal tarolt az Oppenheimer, amely tizenhárom jelöléséből hetet váltott díjra. Mögötte a Szegény párák végzett négy Oscarral. Komoly meglepetés volt, hogy a harmadik legtöbb jelölést kapott Megfojtott virágok végül egyetlen díjat sem nyert, mint ahogyan a hét jelöléses Maestro sem.
Magyar művész is található a jelöltek, illetve a díjazottak között: a Szegény párák látványvilágát megteremtő alkotók sorában ott volt Mihalek Zsuzsa díszletberendező.

## Díjazottak és jelöltek
A nyertesek az első helyen sorolva és félkövérrel szedve.
| Legjobb film | Legjobb rendező |
| --- | --- |
| - Oppenheimer – Emma Thomas, Charles Roven, és Christopher Nolan - Amerikai irodalom (American Fiction) – Ben LeClair, Nikos Karamigios, Cord Jefferson és Jermaine Johnson - Barbie – David Heyman, Margot Robbie, Tom Ackerley és Robbie Brenner - Egy zuhanás anatómiája (Anatomie d'une chute) – Marie-Ange Luciani és David Thion - Előző életek (Past Lives) – David Hinojosa, Christine Vachon és Pamela Koffler - Érdekvédelmi terület (The Zone of Interest) – James Wilson - Maestro – Bradley Cooper, Steven Spielberg, Fred Berner, Amy Derning és Kristie Macosko Krieger - Megfojtott virágok (Killers of the Flower Moon) – Dan Friedkin, Bradley Thomas, Martin Scorsese és Daniel Lupi - Szegény párák (Poor Things) – Ed Guiney, Andrew Lowe, Jórgosz Lánthimosz, Emma Stone - Téli szünet (The Holdovers) – Mark Johnson | - Christopher Nolan – Oppenheimer - Justine Triet – Egy zuhanás anatómiája (Anatomie d'une chute) - Martin Scorsese – Megfojtott virágok (Killers of the Flower Moon) - Jórgosz Lánthimosz – Szegény párák (Poor Things) - Jonathan Glazer – Érdekvédelmi terület (The Zone of Interest) |
| Legjobb férfi főszereplő | Legjobb női főszereplő |
| - Cillian Murphy – Oppenheimer, mint Robert Oppenheimer - Bradley Cooper – Maestro, mint Leonard Bernstein - Colman Domingo – Rustin, mint Bayard Rustin - Paul Giamatti – Téli szünet (The Holdovers), mint Paul Hunham - Jeffrey Wright – Amerikai irodalom (American Fiction), mint Thelonius "Monk" Ellison | - Emma Stone – Szegény párák (Poor Things), mint Bella Baxter / Victoria Blessington - Annette Bening – Nyad, mint Diana Nyad - Lily Gladstone – Megfojtott virágok (Killers of the Flower Moon), mint Mollie Burkhart - Sandra Hüller – Egy zuhanás anatómiája (Anatomie d'une chute), mint Sandra Voyter - Carey Mulligan – Maestro, mint Felicia Montealegre Bernstein |
| Legjobb férfi mellékszereplő | Legjobb női mellékszereplő |
| - Robert Downey Jr. – Oppenheimer, mint Lewis Strauss - Sterling K. Brown – Amerikai irodalom (American Fiction), mint Clifford "Cliff" Ellison - Robert De Niro – Megfojtott virágok (Killers of the Flower Moon), mint William King Hale - Ryan Gosling – Barbie, mint Ken - Mark Ruffalo – Szegény párák (Poor Things), mint Duncan Wedderburn | - Da’Vine Joy Randolph – Téli szünet (The Holdovers), mint Mary Lamb - Emily Blunt – Oppenheimer, mint Katherine „Kitty” Oppenheimer - Danielle Brooks – Bíborszín (The Color Purple), mint Sofia Johnson - America Ferrera – Barbie, mint Gloria - Jodie Foster – Nyad, mint Bonnie Stoll |
| Legjobb eredeti forgatókönyv | Legjobb adaptált forgatókönyv |
| - Egy zuhanás anatómiája (Anatomie d'une chute) – Justine Triet és Arthur Harari - Előző életek (Past Lives) – Celine Song - Maestro – Bradley Cooper és Josh Singer - Egy botrány részletei (May December) – Screenplay by Samy Burch; Story by Samy Burch és Alex Mechanik - Téli szünet (The Holdovers) – David Hemingson | - Amerikai irodalom (American Fiction) – forgatókönyv: Cord Jefferson; Percival Everett Erasure c. regénye alapján - Barbie – forgatókönyv: Greta Gerwig és Noah Baumbach; a Ruth Handler által megteremtett Barbie karaktere alapján - Érdekvédelmi terület (The Zone of Interest) – forgatókönyv: Jonathan Glazer; Martin Amis azonos című regénye alapján - Oppenheimer – forgatókönyv: Christopher Nolan; Kai Bird és Martin J. Sherwin American Prometheus c. életrajza alapján - Szegény párák (Poor Things) – forgatókönyv: Tony McNamara; Alisdair Gray azonos című regénye alapján |
| Legjobb animációs film | Legjobb nemzetközi játékfilm |
| - A fiú és a szürke gém (The Boy and the Heron) – Mijazaki Hajao és Szuzuki Tosio - Elemi (Elemental) – Peter Sohn és Denise Ream - Nimona – Nick Bruno, Troy Quane, Karen Ryan és Julie Zackary - Robotálmok (Robot Dreams) – Pablo Berger, Ibon Cormenzana, Ignasi Estapé és Sandra Tapia Díaz - Pókember: A pókverzumon át (Spider-Man: Across the Spider-Verse) – Kemp Powers, Justin K. Thompson, Phil Lord, Christopher Miller és Amy Pascal | - Érdekvédelmi terület (The Zone of Interest) (Egyesült Királyság) – Jonathan Glazer - A hó társadalma (La sociedad de la nieve) (Spanyolország) – J.A. Bayona - A tanári szoba (Das Lehrerzimmer) (Németország) – İlker Çatak - Én vagyok a kapitány (Io capitano) (Olaszország) – Matteo Garrone - Tökéletes napok (Perfect Days) (Japán) – Wim Wenders |
| Legjobb dokumentumfilm | Legjobb rövid dokumentumfilm |
| - 20 nap Mariupolban (20 Days in Mariupol) – Mstyslav Chernov, Michelle Mizner és Raney Aronson-Rath - Bobi Wine: A nép elnöke (Bobi Wine: The People’s President) – Moses Bwayo, Christopher Sharp és John Battsek - Egy apa harca az igazságért (To Kill a Tiger) – Nisha Pahuja, Cornelia Principe és David Oppenheim - La memoria infinita – Maite Alberdi, Juan de Dios Larraín, Pablo Larraín és Rocio Jadue - Négy nővér (Les filles d'Olfa) – Kaouther Ben Hania és Nadim Cheikhrouha | - The Last Repair Shop – Ben Proudfoot és Kris Bowers - Island in Between – S. Leo Chiang és Jean Tsien - Nǎi Nai & Wài Pó – Sean Wang és Sam Davis - The ABCs of Book Banning – Sheila Nevins és Trish Adlesic - The Barber of Little Rock – John Hoffman és Christine Turner |
| Legjobb élőszereplős rövidfilm | Legjobb animációs rövidfilm |
| - Henry Sugar csodálatos története (The Wonderful Story of Henry Sugar) – Wes Anderson és Steven Rales - A múlt sebei (The After) – Misan Harriman és Nicky Bentham - Invincible – Vincent René-Lortie és Samuel Caron - Knight of Fortune – Lasse Lyskjær Noer és Christian Norlyk - Red, White and Blue – Nazrin Choudhury és Sara McFarlane | - War Is Over! – Dave Mullins és Brad Booker - Letter to a Pig – Tal Kantor és Amit R. Gicelter - Ninety-Five Senses – Jerusha Hess és Jared Hess - Our Uniform – Yegane Moghaddam - Pachyderme – Stéphanie Clément és Marc Rius |
| Legjobb eredeti filmzene | Legjobb eredeti dal |
| - Oppenheimer – Ludwig Göransson - Amerikai irodalom (American Fiction) – Laura Karpman - Indiana Jones és a sors tárcsája (Indiana Jones és the Dial of Destiny) – John Williams - Megfojtott virágok (Killers of the Flower Moon) – Robbie Robertson (posztumusz jelölés) - Szegény párák (Poor Things) – Jerskin Fendrix | - „What Was I Made For?” a Barbie c. filmből – zene és szöveg: Billie Eilish és Finneas O’Connell - „I'm Just Ken” a Barbie c. filmből – zene és szöveg: Mark Ronson és Andrew Wyatt - „It Never Went Away” az American Symphony c. filmből – zene és szöveg: Jon Batiste és Dan Wilson - „The Fire Inside” a Flamin' Hot - Egy pikáns sikertörténet c. filmből – zene és szöveg: Diane Warren - „Wahzhazhe (A Song For My People)” a Megfojtott virágok (Killers of the Flower Moon) c. filmből – zene és szöveg: Scott George                                                             |
| Legjobb hang | Legjobb látványtervezés |
| - Érdekvédelmi terület (The Zone of Interest) – Johnnie Burn és Tarn Willers - Az Alkotó (The Creator) – Ian Voigt, Erik Aadahl, Ethan Van der Ryn, Tom Ozanich és Dean Zupancic - Maestro – Richard King, Steve Morrow, Tom Ozanich, Jason Ruder, és Dean Zupancic - Mission: Impossible – Leszámolás (Mission: Impossible – Dead Reckoning Part One) – Chris Munro, James H. Mather, Chris Burdon és Mark Taylor - Oppenheimer – Willie Burton, Richard King, Kevin O’Connell, és Gary A. Rizzo | - Szegény párák (Poor Things) – látványtervező: James Price és Shona Heath; díszletberendező: Mihalek Zsuzsa - Barbie – látványtervező: Sarah Greenwood; díszletberendező: Katie Spencer - Megfojtott virágok (Killers of the Flower Moon) – látványtervező: Jack Fisk; díszletberendező: Adam Willis - Napóleon (Napoleon) – látványtervező: Arthur Max; díszletberendező: Elli Griff - Oppenheimer – látványtervező: Ruth De Jong; díszletberendező: Claire Kaufman |
| Legjobb operatőr | Legjobb smink |
| - Oppenheimer – Hoyte van Hoytema - A gróf (El Conde) – Edward Lachman - Maestro – Matthew Libatique - Megfojtott virágok (Killers of the Flower Moon) – Rodrigo Prieto - Szegény párák (Poor Things) – Robbie Ryan | - Szegény párák (Poor Things) – Nadia Stacey, Mark Coulier és Josh Weston - A hó társadalma (La sociedad de la nieve) – Ana López-Puigcerver, David Martí és Montse Ribé - Golda – Karen Hartley Thomas, Suzi Battersby és Ashra Kelly-Blue - Maestro – Kazu Hiro, Kay Georgiou és Lori McCoy-Bell - Oppenheimer – Luisa Abel |
| Legjobb jelmez | Legjobb vágás |
| - Szegény párák (Poor Things) – Holly Waddington - Barbie – Jacqueline Durran - Megfojtott virágok (Killers of the Flower Moon) – Jacqueline West - Napóleon (Napoleon) – Janty Yates és Dave Crossman - Oppenheimer – Ellen Mirojnick | - Oppenheimer – Jennifer Lame - Egy zuhanás anatómiája (Anatomie d'une chute) – Laurent Sénéchal - Megfojtott virágok (Killers of the Flower Moon) – Thelma Schoonmaker - Szegény párák (Poor Things) – Yorgos Mavropsaridis - Téli szünet (The Holdovers) – Kevin Tent |
| Legjobb vizuális effektek | |
| - Godzilla Minus One – Jamazaki Takasi, Sibuja Kijoko, Takahasi Maszaki és Nodzsima Tacudzsi - A galaxis őrzői: 3. rész (Guardians of the Galaxy Vol. 3) – Stephane Ceretti, Alexis Wajsbrot, Guy Williams és Theo Bialek - Az Alkotó (The Creator) – Jay Cooper, Ian Comley, Andrew Roberts és Neil Corbould - Mission: Impossible – Leszámolás (Mission: Impossible – Dead Reckoning Part One) – Alex Wuttke, Simone Coco, Jeff Sutherland és Neil Corbould - Napóleon (Napoleon) – Charley Henley, Luc-Ewen Martin-Fenouillet, Simone Coco és Neil Corbould | |

## Kormányzók díja
A díjazottak személyét az AMPAS 2023. június 26-án nevezte meg, és a 2024. január 9-én megtartott 14. Kormányzók bálján adták át a díjakat.

### Tiszteletbeli Oscar-díj
- Angela Bassett[11]
- Mel Brooks[11]
- Carol Littleton[11]

### Jean Hersholt Humanitárius Díj
- Michelle Satter[11]

## Többszörös jelölések és elismerések
| Jelölés | Díj | Magyar cím                       | Eredeti cím                                   |
| ------- | --- | -------------------------------- | --------------------------------------------- |
| 13      | 7   | Oppenheimer                      | Oppenheimer                                   |
| 11      | 4   | Szegény párák                    | Poor Things                                   |
| 10      | 0   | Megfojtott virágok               | Killers of the Flower Moon                    |
| 8       | 1   | Barbie                           | Barbie                                        |
| 7       | 0   | Maestro                          | Maestro                                       |
| 5       | 2   | Érdekvédelmi terület             | The Zone of Interest                          |
| 5       | 1   | Amerikai irodalom                | American Fiction                              |
| 5       | 1   | Egy zuhanás anatómiája           | Anatomie d'une chute                          |
| 5       | 1   | Téli szünet                      | The Holdovers                                 |
| 3       | 0   | Napóleon                         | Napoleon                                      |
| 2       | 0   | A hó társadalma                  | La sociedad de la nieve                       |
| 2       | 0   | Az Alkotó                        | The Creator                                   |
| 2       | 0   | Előző életek                     | Past Lives                                    |
| 2       | 0   | Mission: Impossible – Leszámolás | Mission: Impossible – Dead Reckoning Part One |
| 2       | 0   | Nyad                             | Nyad                                          |

## Díjátadók és előadók

### Díjátadók
A gála során az alábbi személyek adtak át díjakat, vagy léptek fel előadóként.
| Nevek                                                                        | Szerep                                                                  |
| ---------------------------------------------------------------------------- | ----------------------------------------------------------------------- |
| David Alan Grier                                                             | A 96. Oscar-díjátadó-gála felkonferálása                                |
| Jamie Lee Curtis Regina King Rita Moreno Lupita Nyong’o Mary Steenburgen     | A legjobb női mellékszereplő díj átadói                                 |
| Chris Hemsworth Anya Taylor-Joy                                              | A legjobb animációs rövidfilm és a legjobb animációs film díjak átadói  |
| Melissa McCarthy Octavia Spencer                                             | A legjobb eredeti és a legjobb adaptált forgatókönyv díjak átadói       |
| Michael Keaton Catherine O’Hara                                              | A legjobb smink és fodrász és a legjobb látványtervezés díjak átadói    |
| John Cena                                                                    | A legjobb jelmez díj átadója                                            |
| Bad Bunny Dwayne Johnson                                                     | A legjobb nemzetközi játékfilm díj átadói                               |
| Emily Blunt Ryan Gosling                                                     | A filmtörténet összes kaszkadőre előtti tisztelgés felkonferálói        |
| Mahershala Ali Ke Huy Quan Tim Robbins Sam Rockwell Christoph Waltz          | A legjobb férfi mellékszereplő díj átadói                               |
| Danny DeVito Arnold Schwarzenegger                                           | A legjobb vizuális effektek és a legjobb vágás díjak átadói             |
| America Ferrera Kate McKinnon                                                | A legjobb rövid dokumentumfilm és a legjobb dokumentumfilm díjak átadói |
| Zendaya                                                                      | A legjobb operatőr díj átadója                                          |
| Issa Rae Ramy Youssef                                                        | A legjobb élőszereplős rövidfilm díjak átadói                           |
| John Mulaney                                                                 | A legjobb hang díj átadója                                              |
| Cynthia Erivo Ariana Grande                                                  | A legjobb eredeti filmzene és a legjobb eredeti betétdal díjak átadói   |
| Nicolas Cage Brendan Fraser Ben Kingsley Matthew McConaughey Forest Whitaker | A legjobb férfi díj átadói                                              |
| Steven Spielberg                                                             | A legjobb rendező díj átadója                                           |
| Sally Field Jessica Lange Jennifer Lawrence Charlize Theron Michelle Yeoh    | A legjobb női főszereplő díj átadói                                     |
| Al Pacino                                                                    | A legjobb film díj átadója                                              |

### Előadók
| Név                                                                                                  | Szerep        | Előadás                                                               |
| --- | ------------- | --------------------------------------------------------------------- |
| Rickey Minor                                                                                         | Zenei rendező | Nagyzenekar                                                           |
| Billie Eilish Finneas O’Connell                                                                      | Előadók       | „What Was I Made For?” a Barbie c. filmből                            |
| Scott George Osage énekesek és táncosok                                                              | Előadók       | „Wahzhazhe (A Song For My People)” a Megfojtott virágok c. filmből    |
| Jon Batiste                                                                                          | Előadó        | „It Never Went Away” az American Symphony c. filmből                  |
| Becky G                                                                                              | Előadó        | „The Fire Inside” a Flamin' Hot - Egy pikáns sikertörténet c. filmből |
| Ryan Gosling Mark Ronson Simu Liu Scott Evans Ncuti Gatwa Kingsley Ben-Adir Slash Wolfgang Van Halen | Előadók       | „I'm Just Ken” a Barbie c. filmből                                    |
| Andrea Bocelli Matteo Bocelli                                                                        | Előadók       | "Time to Say Goodbye" az „In Memoriam” szakasz alatt                  |